# MoTrip
MoTrip, nome d'arte di Mohamed El Moussaoui (Beirut, 7 marzo 1988), è un rapper tedesco di origine libanese.
Il suo nome d'arte deriva dal suo nome e dalla parola araba "MuTrip" che in italiano significa "Artista". Dalla fine del 2011 è sotto contratto con la Label major Universal Music.

## Biografia
MoTrip è nato in Libano ed è emigrato con la sua famiglia nel 1990 a causa della guerra civile in Germania. Da allora vive ad Aquisgrana. Attraverso l'influenza del fratello maggiore ha iniziato ad appassionarsi per il rap e all'età di 15 anni ha iniziato a scrivere i suoi primi testi. Dopo un paio di canzoni pubblicate e diverse critiche positive, il giovane rapper ha ottenuto l´attenzione di alcuni rapper della scena tedesca. Così, per esempio, ha collaborato insieme ad alcuni artisti famosi (Kool Savas, Samy Deluxe, Fler, Silla e JokA) su alcune delle loro pubblicazioni.
Nel 2011 ha pubblicato l'album d'esordio da solista, Embryo. Nello stesso anno ha anche partecipato nella colonna sonora del film Autobiografico Blutzbrüdaz di Sido.

## Discografia

### Album studio
| Anno | Titolo | Posizione massima | Posizione massima | Posizione massima | Nota |
| Anno | Titolo | GER               | AT                | CH                | Nota |
| ---- | ------ | ----------------- | ----------------- | ----------------- | ---- |
| 2012 | Embryo | 9                 | 14                | 14                |      |

### Singoli
| Anno | Titolo                        | Classifica singoli | Classifica singoli | Classifica singoli | nota |
| Anno | Titolo                        | GER                | AT                 | CH                 | nota |
| ---- | ----------------------------- | ------------------ | ------------------ | ------------------ | ---- |
| 2011 | Du kannst nicht immer 17 sein | –                  | –                  | –                  |      |
| 2012 | Kennen Embryo                 | –                  | –                  | –                  |      |

### Altre Pubblicazioni
| Anno | Titolo                               | Artista | Album                          |
| ---- | ------------------------------------ | --- | ------------------------------ |
| 2008 | Beweis 2 (Mammut Remix)              | Kool Savas (feat. Olli Banjo, Plan B, Maeckes, Caput, MoTrip, Ercandize, Kobra, Franky Kubrick, Sizzlac, Laas Unltd., Jifusi, Phreaky Flave, Amar, Germany, Favorite, Kaas & Vega) | John Bello Story II (Mixtape)  |
| 2008 | Das hier können sie uns nicht nehmen | Kool Savas (feat. Sinan, I.G.O.R. & MoTrip) | John Bello Story II (Mixtape)  |
| 2010 | Mach doch Deinen Scheiß              | Kool Savas (feat. MoTrip, Olli Banjo, Franky Kubrick & Kaas) | John Bello Story III (Mixtape) |
| 2010 | Myspace                              | Kool Savas (feat. Olli Banjo, MoTrip, Moe Mitchell | John Bello Story III (Mixtape) |
| 2010 | Merk Dir meinen Namen                | Kool Savas (feat. Franky Kubrick, Olli Banjo, MoTrip & Moe Mitchell) | John Bello Story III (Mixtape) |
| 2010 | Immer wenn ich Rhyme (Mammut Remix)  | Kool Savas (feat. Franky Kubrick, Tone, Patrick mit Absicht, Kitty Kat, Ercandize, Amar, Caput, Sinan, Vega, Tua, Kaas, Fiva MC, MoTrip)                                           | John Bello Story III (Mixtape) |
| 2010 | 30 Sekunden                          | Kool Savas (feat. Olli Banjo, MoTrip & Alex Prince) | John Bello Story III (Mixtape) |
| 2010 | Hart drauf                           | JokA (feat. MoTrip) | JokAmusic                      |
| 2010 | Feuer                                | JokA (feat. MoTrip) | JokAmusic                      |
| 2011 | Polosport Massenmord                 | Fler (feat. Silla & MoTrip) | Airmax Muzik II                |
| 2011 | Kein Fan davon                       | Fler (feat. Silla & MoTrip) | Airmax Muzik II                |
| 2011 | Echte Gangster tanzen nich           | Fler (feat. Silla & MoTrip) | Airmax Muzik II                |
| 2011 | Immer noch kein Fan davon            | Fler (feat. Silla & MoTrip) | Im Bus ganz hinten             |
| 2011 | Geldregen                            | Fler (feat. G-Hot & MoTrip) | Im Bus ganz hinten             |
| 2011 | Spiegelbild RMX                      | Fler, Silla & G-Hot (feat. MoTrip) | Maskulin Mixtape Vol.1         |
| 2011 | Deutscher Rap sieht Scheiße aus      | Nicone (feat. MoTrip) | Maskulin Mixtape Vol.1         |
| 2011 | Minutentakt RMX                      | Fler & Silla (feat. MoTrip) | Maskulin Mixtape Vol.1         |
| 2011 | Geld macht mich geil                 | Fler & Silla (feat. MoTrip) | Maskulin Mixtape Vol.1         |
| 2011 | Don't Stop RMX                       | Silla (feat. MoTrip, Styles P & Sheek Louch) | Maskulin Mixtape Vol.1         |
| 2011 | An manchen Tagen                     | Silla (feat. MoTrip) | Silla Instinkt                 |
| 2011 | Killa                                | Silla (feat. MoTrip & JokA) | Silla Instinkt                 |
| 2012 | Intro                                | Silla (feat. MoTrip) | Wiederbelebt (Raccolte)        |
| 2012 | Ich mach mein Geld                   | Silla (feat. MoTrip) | Wiederbelebt (Raccolte)        |
| 2012 | Schnelles Geld                       | Silla (feat. MoTrip & JokA) | Wiederbelebt (Raccolte)        |
| 2012 | Blaues Blut                          | Silla (feat. MoTrip & JokA) | Wiederbelebt (Raccolte)        |
| 2012 | Wie Godzilla                         | Silla (feat. MoTrip & JokA) | Wiederbelebt (Raccolte)        |
| 2012 | Was ist Rap für dich?                | Silla (feat. MoTrip) | Wiederbelebt (Raccolte)        |
| 2012 | Von einem anderen Stern              | Vega (feat. Raf Camora & MoTrip) | Nero                           |
| 2012 | Auf Leben und Tod                    | Silla (feat. Raf Camora & MoTrip) | Die Passion Whiskey            |
| 2012 | Navigation                           | Silla (feat. MoTrip & JokA) | Die Passion Whiskey            |
| 2012 | Nobody                               | Sido (feat. Chiddy Bang & MoTrip) | Beste (Raccolte)               |
| 2012 | Snare Drum ich rap                   | Bushido (feat. MoTrip) | AMYF                           |
| 2012 | Mehr als verdient                    | Baba Saad (feat. MoTrip) | Abgelehnt                      |
| 2013 | Keine Wunder mehr                    | Liquit Walker (feat. MoTrip) | Unter Wölfen                   |

### Freetracks
- 2009: Glühbirne (MoTrip, Silla & JokA)
- 2010: Was ist Rap für dich? (MoTrip & Silla)
- 2010: Doppeltes Risiko (MoTrip & JokA)
- 2011: Was mein Auto angeht
- 2012: Keiner hier ist Rap (MoTrip & Genetikk)